# Vlag van Morbihan

Vlag van Morbihan

De vlag van Morbihan is de niet-officiële vlag van het Franse departement Morbihan. Net als de meeste andere departementen van Frankrijk heeft Morbihan geen officiële vlag, maar wordt de hier rechts afgebeelde vlag op niet-officiële wijze gebruikt. De vlag is afgeleid van het wapen van dit departement.
De vlag bestaat uit een wit veld bezaaid met zwarte hermelijnen, met aan de schildvoet een golvende baan van blauw.
De hermelijnen doet denken aan Bretagne, de golvende en azuurblauwe aan de zee ten zuiden van het departement. De vlag is geïnspireerd op het ontwerp van het wapen dat in 1950 is voorgesteld door Robert Louis.
Naast deze vlag is er een logovlag in gebruik.

Vlag van het hertogdom Bretagne
Logovlag